# اصغر گلی‌زاده
اصغر گلی‌زاده (متولد ۷ مرداد ۱۳۶۹) استاد بزرگ شطرنج ایرانی است. او زاده تبریز است و تا کنون دو مرتبه در سالهای ۱۳۹۰ و ۱۳۹۱ به مقام‌ قهرمانی کشور رسیده ‌است.